# Tony Terlazzo
Anthony Terlazzo, detto Tony (Patti, 28 luglio 1911 – Los Angeles, 26 marzo 1966), è stato un sollevatore statunitense.
Ha realizzato cinque record mondiali, di cui tre nella prova di distensione lenta (due nei pesi piuma, uno nei pesi leggeri) e due nella prova di slancio (entrambi nei pesi leggeri).

## Palmarès

### Olimpiadi
- Oro a Berlino 1936 nei pesi piuma.
- Bronzo a Los Angeles 1932 nei pesi piuma.

### Campionati mondiali
- Oro a Parigi 1937 nei pesi leggeri.
- Oro a Vienna 1938 nei pesi leggeri.
- Argento a Filadelfia 1947 nei pesi leggeri.